# Martigny-Courpierre
Martigny-Courpierre – miejscowość i gmina we Francji, w regionie Hauts-de-France, w departamencie Aisne.
Według danych na styczeń 2014 roku gminę zamieszkiwały 124 osoby, a gęstość zaludnienia wynosiła 27,7 osób/km².